# Жан П'єр (футболіст)
Жан П'єр Казагранде Сілвейра Корреа (порт. Jean Pyerre Casagrande Silveira Correa; народився 7 травня 1998, Альворада) — бразильський футболіст, півзахисник клубу «Греміо».

## Клубна кар'єра
Вихованець футбольної академії «Греміо».
В основному складі «Греміо» дебютував 2 березня 2017 року у матчі бразильської Прімейра-ліги проти «Сеари». 13 серпня дебютував у бразильській Серії A в матчі проти «Ботафого». 3 грудня 2017 року забив свій перший гол за клуб, відкривши рахунок у матчі проти «Атлетіко Мінейро».
15 серпня 2019 року Жан П'єр продовжив контракт зі своїм клубом до грудня 2023 року.

## Кар'єра в збірній
Виступав за збірну Бразилії до 17 років. У 2015 році був включений у заявку збірної на чемпіонат Південної Америки серед гравців до 17 років, на якому бразильці здобули перемогу, проте на самому турнірі не зіграв.

## Титули і досягнення
- Чемпіон Південної Америки (U-17): 2015